# Giovanni Varglien
Giovanni Varglien, connu sous le surnom Varglien II (né le 16 mai 1911 à Fiume et mort le 16 octobre 1990 à Trieste), est un footballeur (milieu de terrain) et entraîneur italien. 
Il est le frère de Mario Varglien, dit Varglien I.

## Biographie

### Joueur

#### En club
En tant que joueur, il commence sa carrière dans l'équipe de sa ville natale de Fiume (à sa naissance en Autriche-Hongrie et aujourd'hui en Croatie), à l'US Fiumana, pour qui il évolue durant une saison.
En 1929, il rejoint son frère aîné Mario Varglien dans le club piémontais de la Juventus (avec qui il passa en tout 17 saisons, soit presque toute sa carrière). À la Juve, il dispute le premier de ses 410 matchs bianconere le 29 mai 1930 lors d'une défaite 1-0 à domicile contre Triestina en Serie A, et inscrit le premier de ses 42 buts sous les couleurs de la Juve le 12 juin 1932 lors d'un match nul 2-2 contre la Fiorentina. Le 18 mai 1947 (lors d'un nul en Serie A 0-0 contre l'Inter), il dépasse son frère Mario et ses 403 matchs en bianconero et devient alors le joueur le plus capé de l'histoire du club (avant d'être à son tour dépassé par Giampiero Boniperti un peu moins de douze ans plus tard). Avec la Juventus, il remporte également cinq Scudetti de suite (de 1930-31 à 1934-35) et deux coupes d'Italie, avant de quitter le club turinois en 1947.
Il fait ensuite une dernière saison à l'US Palerme, avec qui il remporte une Serie B en 1948.

#### En sélection
En tant que milieu, Giovanni Varglien dit Ninì fut international italien à trois reprises (1936-1939) pour aucun but inscrit. Il joue contre l'Allemagne et la Tchécoslovaquie en 1936 et contre la Suisse en 1939.

### Entraîneur
Il entame ensuite une longue carrière d'entraîneur : il dirige des clubs italiens (US Palerme, Atalanta Bergame, Novara Calcio, Lanerossi Vicenza, Salernitana Sport, Associazione Sportiva Biellese 1902, Pordenone Calcio, Jesina Calcio (it)) un club turc (Vefa Kukubu) et la sélection nationale turque (4 matchs de décembre 1955 à mai 1956, soit deux victoires et deux défaites). 
Il ne remporte aucun titre en tant qu'entraîneur.

## Clubs
| - 1928-1929 : US Fiumana - 1929-1947 : Juventus - 1947-1948 : US Palerme |  | - 1948-1949 : US Palerme - 1949-1951 : Atalanta Bergame - 1951-1953 : Novara Calcio - 1953 : US Palerme - 1955-1956 : Vefa Kulubu - décembre 1955-mai 1956 : Turquie - 1956-1958 : Lanerossi Vicenza - 1958-1959 : Salernitana Sport - 1959-1960 : Pordenone Calcio - 1960-1961 : Salernitana Sport - 1961-1962 : AS Casale Calcio - 1962-1963 : Associazione Sportiva Biellese 1902 - 1963-1964 : Pordenone Calcio - 1964-1966 : Jesina Calcio (it) |

## Palmarès
| Juventus - Championnat d'Italie (5) : - Champion : 1930-31, 1931-32, 1932-33, 1933-34 et 1934-35. - Vice-champion : 1937-38, 1945-46 et 1946-47. - Coupe d'Italie (2) : - Vainqueur : 1937-38 et 1941-42. |  | Palerme - Serie B (1) : - Champion : 1947-48 |